# Ultima treaptă
Ultima treaptă este un film românesc din 1967 regizat de Titus Mesaros.